# 14104 Delpino
14104 Delpino este un asteroid din centura principală, descoperit pe 2 octombrie 1997, de Valter Giuliani.